# Stenopetalum velutinum
Stenopetalum velutinum är en korsblommig växtart som beskrevs av Ferdinand von Mueller. Stenopetalum velutinum ingår i släktet Stenopetalum och familjen korsblommiga växter. Inga underarter finns listade i Catalogue of Life.

## Bildgalleri

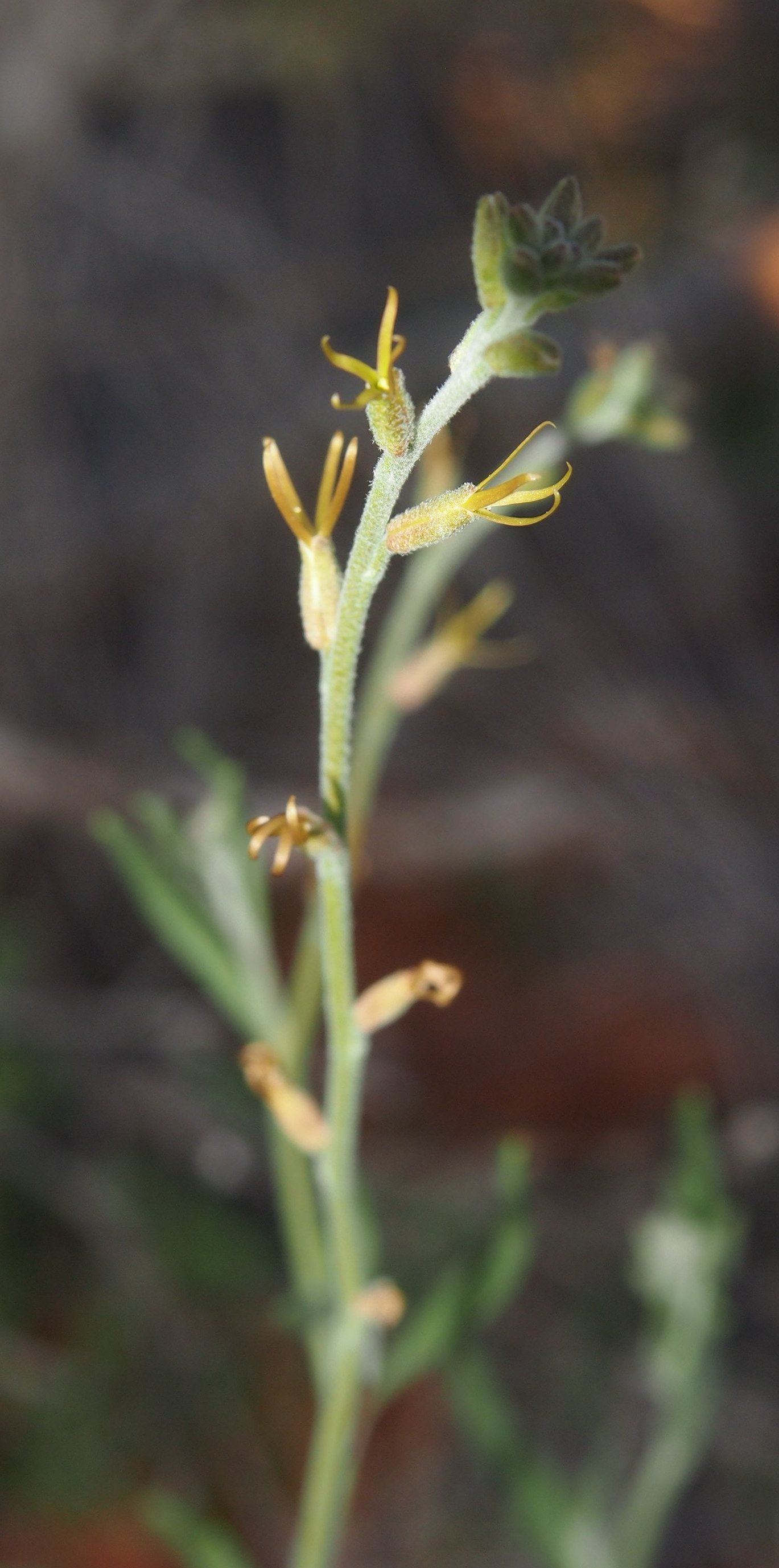
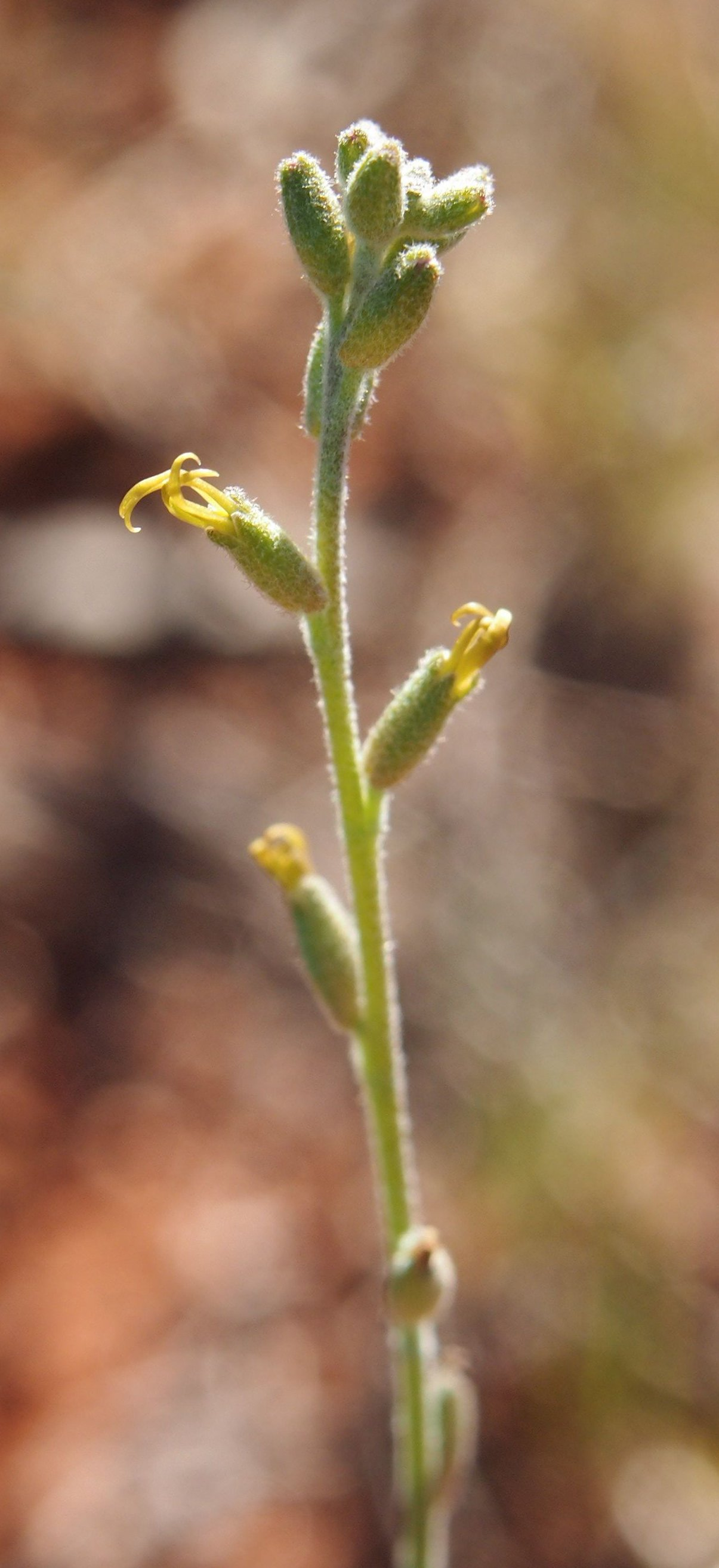
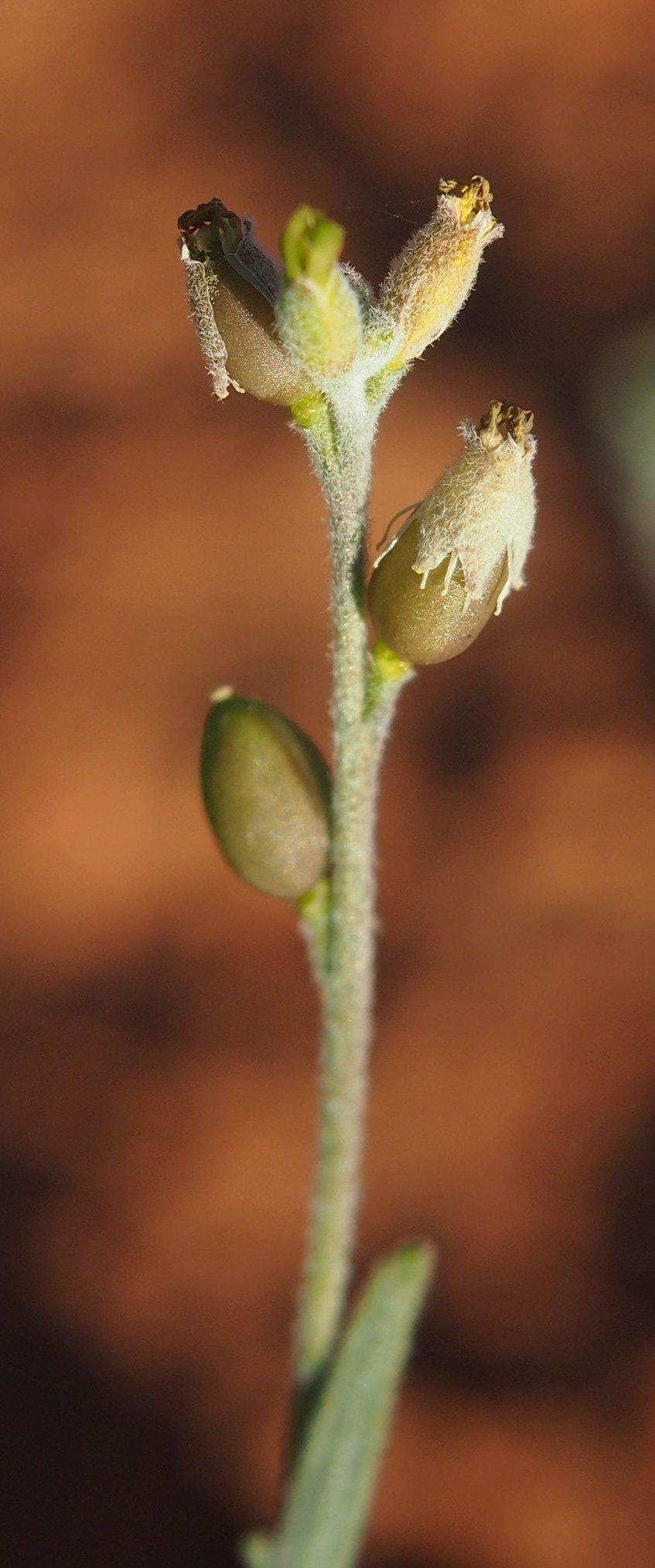
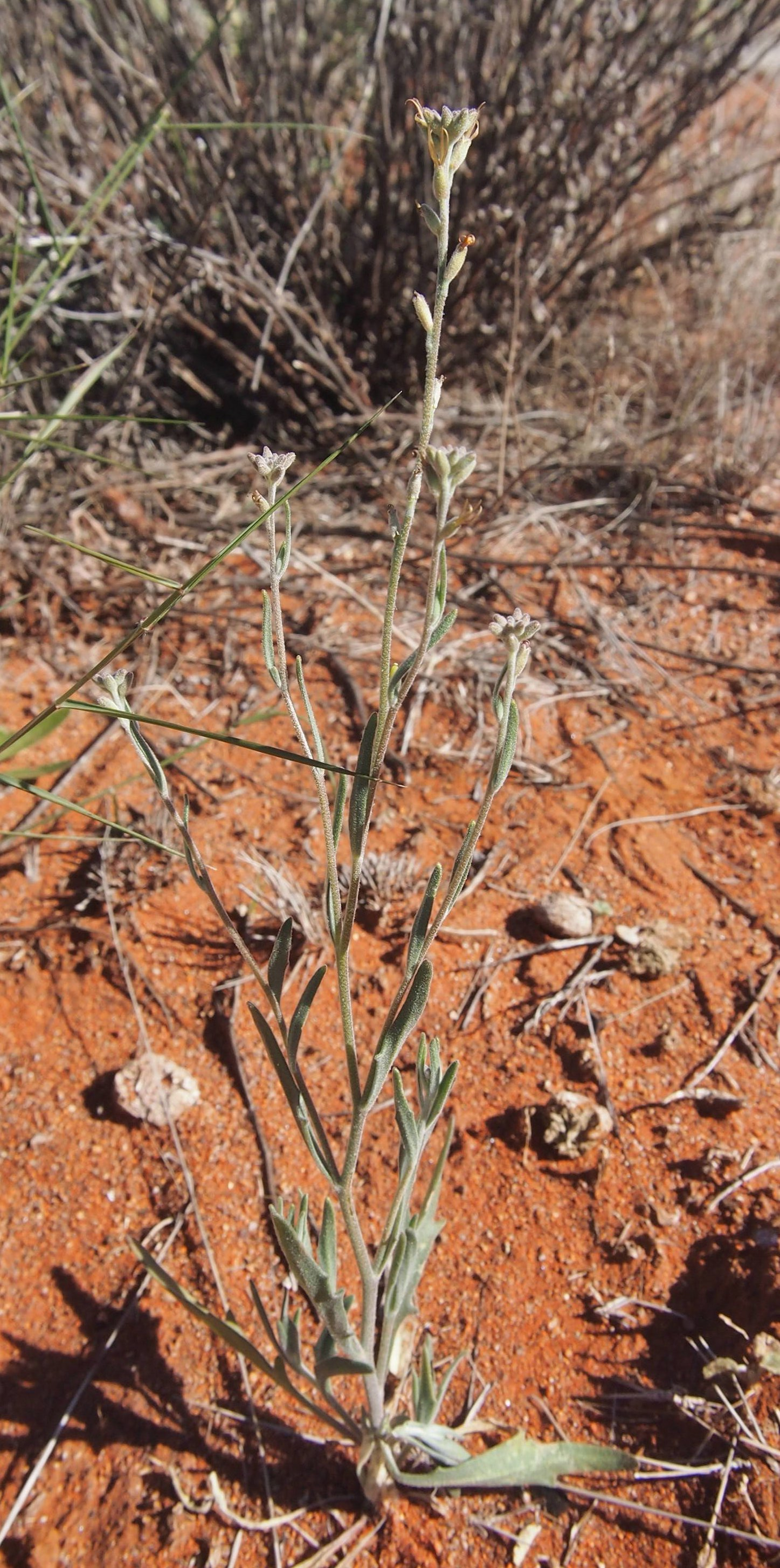